# 威廉·贝德福德
威廉·贝德福德（英語：William Bedford，1963年12月14日—），美国NBA联盟前职业篮球运动员。他在1986年的NBA选秀中第1轮第6顺位被菲尼克斯太阳选中。